# Micha'el Dekel
Micha'el Dekel (hebrejsky: מיכאל דקל, žil 1. srpna 1920 – 20. září 1994) byl izraelský politik a poslanec Knesetu za stranu Likud.

## Biografie
Narodil se ve městě Pinsk v Polsku (dnes Bělorusko). Během druhé světové války sloužil v letech 1943–1944 Rudé armádě a v letech 1944–1946 v polské armádě. Po válce byl velitelem v židovském utečeneckém táboře v Rakousku. Byl tehdy členem židovské vojenské organizace Irgun. V roce 1949 přesídlil do Izraele. Od roku 1950 byl členem mošavu Nordija. Navštěvoval střední školu a absolvoval obor ekonomie a sociologie na Telavivské univerzitě.

## Politická dráha
Od roku 1966 byl členem vedení a ústředního výboru strany Cherut. V izraelském parlamentu zasedl poprvé po volbách v roce 1977, do nichž šel za stranu Likud. Byl členem výboru pro imigraci a absorpci, výboru House Committee, výboru pro ekonomické záležitosti a výboru pro zahraniční záležitosti a obranu. Předsedal etickému výboru. Mandát poslance obhájil za Likud ve volbách v roce 1981, po nichž se stal členem výboru práce a sociálních věcí. Opětovně byl na kandidátce Likudu zvolen ve volbách v roce 1984. Usedl na post předsedy etického výboru a člena výboru pro imigraci a absorpci a výboru pro zahraniční záležitosti a obranu. Ve volbách v roce 1988 mandát poslance neobhájil.
Zastával i vládní posty. Konkrétně post náměstka ministra zemědělství a náměstka ministra obrany.